# Upper La Tante
Upper La Tante è una città della Parrocchia di Daint David, nell'isola di Grenada. Si trova nella parte meridionale dell'isola.